# Il Fisiologo
Il Fisiologo (Physiologus) è un trattato redatto originariamente in greco tra il II e il IV secolo d.C. in contesti culturali siriaci o egiziani, probabilmente ad Alessandria d'Egitto. Il termine "Fisiologo" non si riferisce tanto al titolo del testo quanto all'autore o al maestro che ne avrebbe tramandato gli insegnamenti. Il testo fu successivamente tradotto e rielaborato in diverse lingue, tra cui il latino, l’etiopico, l’armeno e il siriaco. Le versioni latine, che tendono ad ampliare e modificare il contenuto, emergono soltanto intorno al VII secolo.
Il Fisiologo rappresenta un esempio paradigmatico di enciclopedia antica che contiene la descrizione simbolica di animali e piante (sia reali sia immaginari) e di alcune pietre, i quali, presentati in chiave allegorica attraverso alcune citazioni delle Sacre Scritture, rimandano a significati metafisici inerenti alle realtà celesti o il comportamento umano.
Questo testo ha avuto un'influenza fondamentale: la sua impostazione ha ispirato le enciclopedie per tutto il Medioevo inclusi bestiari, erbari e lapidari. Queste opere non avevano lo scopo di studiare la natura per comprenderne i fenomeni scientifici né di intrattenere con meraviglie fantastiche. Il loro obiettivo principale era raccogliere informazioni utili a chiarire riferimenti o simbolismi presenti nella Sacra Scrittura. Nei bestiari, ad esempio, la descrizione zoologica era funzionale a spiegare similitudini o metafore bibliche. In questo senso il genere dei bestiari affonda le sue radici nell’esegesi biblica e trova la sua origine proprio nel Fisiologo.

## Fonti e tradizione
Le fonti utilizzate dall’autore del Fisiologo per le sue descrizioni "naturalistiche" sono varie, ma prevalentemente letterarie. Tra queste figurano opere di zoologi come Aristotele ed Eliano, geografi e storici come Erodoto, testi poetici, trattati di medicina o di magia, e raccolte di geroglifici egiziani. Alcune informazioni potrebbero derivare anche da leggende orientali. Tuttavia, è improbabile che l’autore abbia consultato direttamente tutte queste opere: più plausibilmente, ha attinto a compilazioni magico-simboliche largamente diffuse ad Alessandria nei primi secoli.
Il Fisiologo rappresenta infatti una reinterpretazione cristiana del genere letterario ellenistico dei Physiká, trattati sulle proprietà di animali, piante e pietre, scritti da autori come Plutarco, Plinio, Eliano, Solino, Apuleio e Filostrato. La figura tipica di questi testi è il "magus" ellenistico, esperto in segreti e simboli della natura, come Zoroastro, Ostane, Ermete Trismegisto o Salomone. Questi personaggi, considerati sapienti e dotati di conoscenze esoteriche, incarnavano la figura ideale del "fisico" antico.
Nell’ambiente cristiano dei primi secoli, il termine greco physiología non indicava scienza o storia naturale nel senso moderno, ma faceva riferimento all’interpretazione simbolica del cosmo o dei miti. L’osservazione del mondo naturale era quindi subordinata a una lettura spirituale e allegorica, volta a rivelare significati religiosi profondi.

## Struttura
Il testo è strutturato in circa cinquanta capitoli, dedicati principalmente agli animali, ma anche a piante e pietre. Ogni capitolo ha una struttura bipartita: nella prima sezione descrive le caratteristiche naturali dell’oggetto trattato, mentre nella seconda ne fornisce un’interpretazione allegorica legata ai temi cristiani.
Ogni capitolo del Fisiologo è introdotto da un riferimento biblico che menziona l’animale trattato. Il trattato si presenta, dunque, essenzialmente come una raccolta di allegorie basate su brani della Scrittura, in cui le caratteristiche attribuite agli animali, reali o immaginari, derivano dalle fonti zoologiche a disposizione dell’autore.

## Significato
La Bibbia svolge un ruolo centrale nel Fisiologo: è il filtro attraverso cui viene interpretata la natura. Gli animali, le piante e le pietre citati nella Scrittura sono reinterpretati come simboli dotati di significati spirituali. Alcuni studiosi ritengono che il testo fosse concepito come un prontuario per aiutare i commentatori biblici a decifrare i riferimenti naturalistici e simbolici presenti nei testi sacri.
Secondo il Fisiologo, il mondo naturale riflette un ordine divino, e ogni creatura esprime un messaggio spirituale. Per questo motivo, gli animali sono visti come simboli di una realtà superiore, e i loro comportamenti o caratteristiche sono interpretati in chiave mistica. L’opera non distingue tra ciò che è noto o ignoto: tutto è ritenuto conosciuto perché tramandato da antiche autorità, ma anche sconosciuto poiché carico di mistero e fonte di continue scoperte.
La visione mistica del Fisiologo è ben esemplificata nell’incipit di uno fra i più antichi manoscritti conosciuti del Fisiologo greco, il ms. graec. A 45 sup. conservato presso la Biblioteca Ambrosiana di Milano. Questo passo sottolinea come le caratteristiche degli animali, inizialmente percepibili con i sensi, siano poi trasformate in simboli spirituali. Da queste osservazioni, il Fisiologo rivela e comunica i misteri dell’incarnazione di Cristo, dimostrando il legame profondo tra natura e teologia.

## Fortuna
Quest'opera ha avuto molta fortuna nel Medioevo tanto da ispirare numerose imitazioni. Una delle copie più famose è il cosiddetto Fisiologo di Berna (secondo quarto del IX secolo), decorato da miniature tra le più realistiche.
Numerosi sono poi i testi che dal Fisiologo attingono informazioni e per i quali esso ha costituito un modello imprescindibile: tra di essi la maggior parte dei copiosi bestiari medievali di tipo religioso, ma anche i bestiari amorosi (tra i quali il più famoso è il Bestiario d'amore di Richard de Fournival). Echi frequenti sono evidenti anche nel campo della lirica (basti pensare a Rigaut de Berbezilh).
Senza dubbio il Fisiologo rimane il capostipite di una lunga tradizione che arriva ad aver fortuna almeno sino al XIII secolo.

## Edizioni
- Il Fisiologo, a cura di Francesco Zambon, Milano, Adelphi, 1975.